# Otreide
Nella mitologia greca, Otreide era una ninfa dei boschi, probabilmente connessa con il monte Otri, che fu amata sia da Zeus che da Apollo. Dal primo ebbe un figlio, di nome Meliteo, che Otreide espose nel bosco, per timore delle gelosie di Era. Il fanciullo fu allevato per ordine di Zeus da uno sciame d'api.
Dal secondo ebbe invece un pastore di nome Fegro, che raccolse il fratellastro nel bosco per poi allevarlo in casa sua fino alla sua maturità.